# ドニー・ハート
ドニー・スコット・ハート（Donnie Scott Hart, 1990年9月6日 - ）は、アメリカ合衆国テキサス州タラント郡ベドフォード出身のプロ野球選手（投手）。左投左打。メキシカンリーグのドスラレドス・オウルズ所属。

## 経歴

### プロ入りとオリオールズ時代
2013年のMLBドラフト27巡目（全体819位）でボルチモア・オリオールズから指名され、プロ入り。契約後、傘下のA-級アバディーン・アイアンバーズでプロデビュー。19試合に登板して3勝1敗5セーブ、防御率2.25、26奪三振を記録した。
2014年はA級デルマーバ・ショアバーズでプレーし、24試合に登板して1勝3敗4セーブ、防御率3.68、31奪三振を記録した。
2015年はA級デルマーバ、A+級フレデリック・キーズ、AA級ボウイ・ベイソックスでプレーし、3球団合計で49試合に登板して6勝2敗13セーブ、防御率1.49、46奪三振を記録した。オフにはアリゾナ・フォールリーグに参加し、ピオリア・ハベリーナズに所属した。
2016年は開幕をAA級ボウイで迎え、40試合に登板して3勝1敗4セーブ、防御率2.72、50奪三振を記録した。7月15日にメジャー契約を結んでアクティブ・ロースター入りし、17日のタンパベイ・レイズ戦でメジャーデビュー。この年メジャーでは主に左のワンポイントとして起用され、22試合に登板して4ホールド、防御率0.49、12奪三振を記録した。
2017年は開幕ロースターに入り、4月7日にメジャー初勝利を挙げる。この年は51試合に登板、2勝0敗で防御率3.71を記録し、躍進した年になった。
2018年は開幕をAAA級ノーフォークで迎え、シーズン通してほぼマイナーで過ごす。メジャーでの登板は20試合に留まった。

### ブルワーズ時代
2019年3月7日にウェイバー公示を経てロサンゼルス・ドジャースへ移籍した。
その後、4月4日に再びウェイバー公示を経てミルウォーキー・ブルワーズへ移籍した。7月31日にDFAとなった。

### メッツ時代
2019年8月3日にウェイバー公示を経てニューヨーク・メッツへ移籍した。9月1日にDFAとなり、5日にマイナー契約で傘下のAAA級シラキュース・チーフスへ配属された。9月14日に再びアクティブ・ロースター入りした。シーズン終了後にFAとなった。

### アスレチックス傘下時代
2020年2月5日にオークランド・アスレチックスとマイナー契約を結び、スプリングトレーニングに招待選手として参加することになったが、新型コロナウイルスの感染拡大によりマイナーリーグが開催されなかったため、公式戦に出場することなく、11月2日にFAとなった。

### 独立リーグ時代
2021年5月21日にアトランティックリーグのガストニア・ハニーハンターズと契約した。8月2日にアメリカン・アソシエーションのウィニペグ・ゴールドアイズにトレード移籍した。2022年3月8日に自由契約となった。

### メキシカンリーグ時代
2022年4月20日にメキシカンリーグのドスラレドス・オウルズと契約した。

## 投球スタイル
左のサイドスロー投手で、スライダーが売り。

## 詳細情報

### 年度別投手成績
| 年 度    | 球 団    | 登 板 | 先 発 | 完 投 | 完 封 | 無 四 球 | 勝 利 | 敗 戦 | セ 丨 ブ | ホ 丨 ル ド | 勝 率 | 打 者 | 投 球 回 | 被 安 打 | 被 本 塁 打 | 与 四 球 | 敬 遠 | 与 死 球 | 奪 三 振 | 暴 投 | ボ 丨 ク | 失 点 | 自 責 点 | 防 御 率 | W H I P |
| -------- | -------- | ----- | ----- | ----- | ----- | -------- | ----- | ----- | -------- | ----------- | ----- | ----- | -------- | -------- | ----------- | -------- | ----- | -------- | -------- | ----- | -------- | ----- | -------- | -------- | ------- |
| 2016     | BAL      | 22    | 0     | 0     | 0     | 0        | 0     | 0     | 0        | 4           | ----  | 71    | 18.1     | 12       | 1           | 6        | 1     | 0        | 12       | 0     | 0        | 1     | 1        | 0.49     | 0.98    |
| 2017     | BAL      | 51    | 0     | 0     | 0     | 0        | 2     | 0     | 0        | 5           | 1.000 | 190   | 43.2     | 48       | 5           | 13       | 0     | 4        | 29       | 1     | 1        | 19    | 18       | 3.71     | 1.40    |
| 2018     | BAL      | 20    | 0     | 0     | 0     | 0        | 0     | 0     | 0        | 1           | ----  | 99    | 19.1     | 31       | 2           | 12       | 0     | 0        | 13       | 0     | 0        | 13    | 12       | 5.59     | 2.22    |
| 2019     | MIL      | 4     | 0     | 0     | 0     | 0        | 0     | 0     | 0        | 0           | ----  | 26    | 6.2      | 4        | 0           | 4        | 1     | 0        | 3        | 0     | 0        | 0     | 0        | 0.00     | 1.20    |
| 2019     | NYM      | 1     | 0     | 0     | 0     | 0        | 0     | 0     | 0        | 0           | ----  | 3     | 1.0      | 0        | 0           | 0        | 0     | 0        | 0        | 0     | 0        | 0     | 0        | 0.00     | 0.00    |
| '19計    | NYM      | 5     | 0     | 0     | 0     | 0        | 0     | 0     | 0        | 0           | ----  | 29    | 7.2      | 4        | 0           | 4        | 1     | 0        | 3        | 0     | 0        | 0     | 0        | 0.00     | 1.04    |
| MLB：4年 | MLB：4年 | 93    | 0     | 0     | 0     | 0        | 2     | 0     | 0        | 10          | 1.000 | 360   | 81.1     | 91       | 8           | 31       | 1     | 4        | 54       | 1     | 1        | 33    | 31       | 3.43     | 1.50    |

- 2020年度シーズン終了時

### 年度別守備成績
| 年 度 | 球 団 | 投手（P） | 投手（P） | 投手（P） | 投手（P） | 投手（P） | 投手（P） |
| 年 度 | 球 団 | 試 合     | 刺 殺     | 補 殺     | 失 策     | 併 殺     | 守 備 率  |
| ----- | ----- | --------- | --------- | --------- | --------- | --------- | --------- |
| 2016  | BAL   | 22        | 1         | 5         | 0         | 1         | 1.000     |
| 2017  | BAL   | 51        | 3         | 6         | 0         | 0         | 1.000     |
| 2018  | BAL   | 20        | 0         | 6         | 1         | 1         | .857      |
| 2019  | MIL   | 4         | 0         | 1         | 0         | 0         | 1.000     |
| 2019  | NYM   | 1         | 0         | 0         | 0         | 0         | ----      |
| '19計 | NYM   | 5         | 0         | 1         | 0         | 0         | 1.000     |
| MLB   | MLB   | 98        | 4         | 18        | 1         | 2         | .957      |

- 2020年度シーズン終了時

### 背番号
- 58（2016年 - 2017年7月28日）
- 57（2017年7月29日 - 2018年）
- 38（2019年 - 同年7月30日）
- 68（2019年8月4日 - 同年終了）